# لیگ برتر بسکتبال زنان ایران ۱۴۰۱
لیگ برتر بسکتبال زنان ایران ۱۴۰۱ بیست و یکمین دورهٔ لیگ برتر بسکتبال زنان ایران بود. این مسابقات با حضور ۱۰ تیم در یک گروه به صورت رفت و برگشت برگزار می‌شود.
شهرداری گرگان، پاز تهران، ذوب آهن اصفهان، نیکان تهران، گاز تهران، گروه بهمن تهران، سپهرداد تهران، پادما یدک، پالایش نفت آبادان و تیروژ حیات کردستان، ده تیم شرکت کننده در این دوره هستند.

## مرحله گروهی

### ۱۰ تیم
۱۰ تیم حاضر در مرحله گروهی به صورت رفت و برگشت با یکدیگر دیدار کردند که در پایان ۱۸ بازی تیم گروه بهمن تهران به صدر نشینی رسید.
| رتبه | تیم             | امتیاز |
| ---- | --------------- | ------ |
| ۱    | گروه بهمن تهران |        |
| ۲    |                 |        |
| ۳    |                 |        |
| ۴    |                 |        |
| ۵    |                 |        |
| ۶    |                 |        |
| ۷    |                 |        |
| ۸    |                 |        |
| ۹    |                 |        |
| ۱۰   |                 |        |

## مرحله پلی آف
| تیم گروه یک | نتیجه | تیم گروه یک | بازی اول | بازی دوم | بازی سوم |
| ----------- | ----- | ----------- | -------- | -------- | -------- |
|             |       |             |          |          |          |
|             |       |             |          |          |          |
|             |       |             |          |          |          |
|             |       |             |          |          |          |

## مرحله نیمه‌نهایی
| تیم گروه یک | نتیجه | تیم گروه یک | بازی اول | بازی دوم | بازی سوم |
| ----------- | ----- | ----------- | -------- | -------- | -------- |
|             |       |             |          |          |          |
|             |       |             |          |          |          |

## مسابقه رده‌بندی
| تیم گروه یک | نتیجه | تیم گروه یک | بازی اول | بازی دوم | بازی سوم |
| ----------- | ----- | ----------- | -------- | -------- | -------- |
|             |       |             |          |          |          |

## مسابقه فینال
| تیم گروه یک | نتیجه | تیم گروه یک | بازی اول | بازی دوم | بازی سوم |
| ----------- | ----- | ----------- | -------- | -------- | -------- |
|             |       |             |          |          |          |

## رده‌بندی پایانی
| رتبه | تیم |
| ---- | --- |
| ۱    |     |
| ۲    |     |
| ۳    |     |
| ۴    |     |

## ترکیب تیم قهرمان
اسامی بازیکنان و کادر فنی تیم های برتر عبارت است از: 
تیم قهرمان :
تیم نایب قهرمان :
تیم سوم :